# خارج (جزيرة)

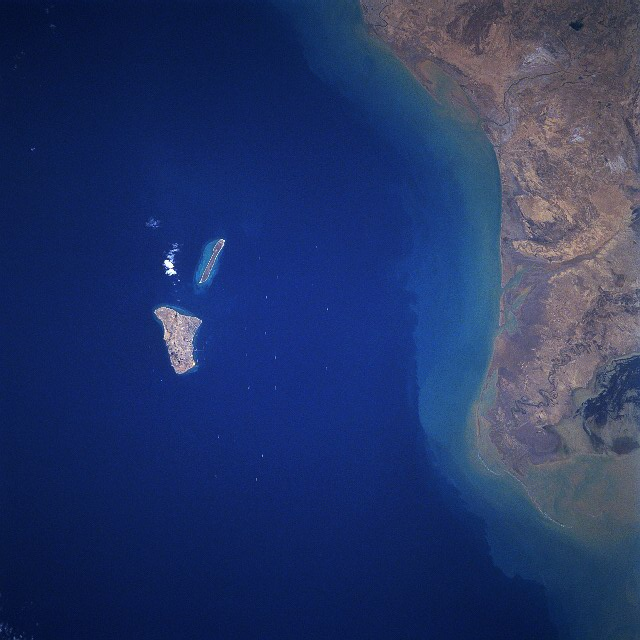
صورة من الجو للجزيرة

جزيرة خارج (بالفارسية: جزیره خارگ) هي جزيرة إيرانية تقع في الركن الشمالي الشرقي الخليج العربي قبالة مدينة بوشهر الإيرانية حيث تبعد عن السواحل الإيرانية حوالي 25 كم، تتبع الجزيرة لمحافظة بوشهر وتقع إلى الشمال منها جزيرة خويرج، يبلغ عدد سكان جزيرة خرج حوالي 20,000 نسمة.

## التاريخ
في 1752 اتفق البارون نيبهاوزن مع حاكم مدينة ريق لامير نصر الزعابي على الحصول منه على وثيقة تمنح الهولنديين حق تملك الجزيرة واقنع البارون السلطات الهولندية بأهمية الجزيرة لاقامة وكالة تجارية هولندية فيها وفي عام 1753 قامت شركة الهند الشرقية الهولندية بتأسيس الوكالة وحصنوا مركزهم بالجزيرة ببناء قلعة لهم فيها وشحنت القلعة بحامية عسكرية، وبالرغم من ان كل النفقات التي بذلها الهولنديون في تحصين الجزيرة إلا ان والي بندر ريق الأمير مهنا بن نصر الزعابي استطاع ان يطردهم منها واستولى عليها عام 1764.

## الاقتصاد
تعد جزيرة خرج إحدى أهم منافذ تصدير النفط في إيران، حيث يصدر عبرها نحو 950 مليون برميل نفط سنوياً وتتواجد في الجزيرة خزانات النفط وموانئ شحن النفط، وخلال الحرب العراقية الإيرانية تعرضت الجزيرة مرات عديدة للقصف من قبل سلاح الجو العراقي حيث استهدفت المنشآت النفطية بالجزيرة، تحتوي الجزيرة على مرفأ ومطار وقاعدة عسكرية إضافة إلى خزانات النفط ومنشآت النفطية الأخرى.